# Герб Ипатова
Герб города Ипа́тово Ставропольского края Российской Федерации — опознавательно-правовой знак, наряду с флагом являвшийся официальным символом муниципального образования город Ипатово (упразднено 1 мая 2017 года), составленный по правилам и традициям геральдики и отражавший исторические, социально-экономические и иные местные традиции.
Утверждён 20 декабря 2007 года решением Совета депутатов муниципального образования города Ипатово № 147 и 27 февраля 2008 года внесён в Государственный геральдический регистр Российской Федерации с присвоением регистрационного номера 3899.
Герб составлен художником С. Е. Майоровым совместно с секретарём геральдической комиссии при губернаторе Ставропольского края Н. А. Охонько.

## Описание
Геральдическое описание герба города Ипатово гласит:

В рассечённом золото-червлёном щите — шишка хмеля с листьями тех же переменных цветов, увершанная переменных цветов волютой.

## Обоснование символики
История города Ипатово ведёт своё начало с основания в 1860 году на реке Калаус селения Чемрек, названного так в честь похороненного в его окрестностях ногайского князя, а затем, в 1880 году, переименованного в село Винодельное. Согласно одной из версий происхождение второго названия связано с историческим преданием, которое, в частности, приводится в книге А. Твалчрелидзе «Ставропольская губерния в статистическом, географическом, историческом и сельскохозяйственном отношениях» (1897). По легенде, однажды через село проезжало несколько подвод с бочками спирта. Одна из бочек свалилась с воза и разбилась. Местные жители, обнаружившие пролитый на землю спирт, начали его собирать и тут же пить, после чего крепко захмелели. Протрезвев, они отдали бочку на исправление бондарю, а затем решили наполнить её водой, чтобы сдать хозяину под видом спирта. 3а этой операцией их застал приехавший сюда акцизный чиновник, который шутя сказал им: «Ах, вы, виноделы!». Так село назвали Винодельным. В период советской власти населённый пункт вновь сменил название: в 1935 году ему было присвоено имя командира полка Красной Армии Петра Максимовича Ипатова.
В 60—80-е годы XX века Ипатовский район и город Ипатово вышли на новый уровень хозяйственного и промышленного развития. Славу району принесло племенное тонкорунное овцеводство, а его административному центру — пивоварение. Ипатовское пиво стало «своеобразным брендом этого города».
Герб города Ипатово языком символов и аллегорий отражает описанные выше исторические, социально-экономические и иные особенности муниципального образования. Стилизованное изображение шишки хмеля, помещённое в центр щита, указывает на связь с историческим названием села Винодельного, а также трактуется как символ ипатовского пива, от производства которого «муниципалитет имеет одну из главных статей дохода и за счёт чего город развивается». Венчающая шишку волюта в форме изогнутых бараньих рогов ассоциируется с пришедшей из древности символикой плодородия.
Содержательную идею герба также отражают тинктуры полей и фигур. Золото (жёлтый цвет) символизирует территорию города и подчинённого ему района как «край золотого руна и золотого колоса», олицетворяет просвещение, мужское начало, неподверженность порче, мудрость, стойкость, честь, богатство, свет, озарение, гармонию, истину. Червлень (красный цвет) напоминает «о революционном прошлом и герое гражданской войны П. М. Ипатове», символизирует Веру, великомученничество, зенит цвета, воинственность, достоинство, мужество, силу, неустрашимость, упорство, великодушие, праздник, отвагу.

## История
В 1985 году, к празднованию 125-летия со дня основания Ипатова, была разработана эмблема города, выполненная в форме геральдического щита (так называемый гербовидный знак). Щит был разделён горизонтально на две части: верхнее золотое поле символизировало цвет золотого руна, нижнее червлёное поле олицетворяло тему революции. По краям щита были размещены стилизованные изображения колосьев пшеницы, а в центре — шестерня и голова барана (символы достижений Ипатова и Ипатовского района в области промышленности и сельского хозяйства). Позже данную символику рассмотрела геральдическая комиссия при губернаторе Ставропольского края и признала её несоответствующей правилам и требованиям геральдики.
После наделения Ипатова статусом городского поселения и введения в действие в Ставропольском крае Федерального закона «Об общих принципах организации местного самоуправления в Российской Федерации» началась разработка новой символики. В ходе подготовительной работы было создано 15 эскизов герба и флага, которые неоднократно обсуждались на заседаниях городского совета и встречах с общественностью. В июле и октябре 2006 года проекты символики города Ипатово были рассмотрены геральдической комиссией при губернаторе Ставропольского края, однако ни один из них не был рекомендован к утверждению, поскольку у членов комиссии имелись «серьёзные претензии к представляемым вариантам».
Окончательный вариант герба Ипатова, исполненный ставропольским художником-геральдистом Сергеем Евгеньевичем Майоровым при участии секретаря геральдической комиссии Николая Анатольевича Охонько (идея герба, обоснование символики), был принят 20 декабря 2007 года на заседании городского Совета депутатов. После утверждения герб и составленный на его основе флаг были направлены на экспертизу в Геральдический совет при Президенте Российской Федерации.
27 февраля 2008 года государственный герольдмейстер Георгий Вадимович Вилинбахов и секретарь Геральдического совета Глеб Вадимович Калашников подписали решения о внесении герба и флага муниципального образования города Ипатово в Государственный геральдический регистр Российской Федерации с присвоением регистрационных номеров 3899 и 3990. Свидетельства о государственной регистрации официальных символов Ипатова были вручены главе муниципального образования Валерию Борисовичу Галактионову в ходе торжественной церемонии, проходившей 27 марта 2008 года в помещении Министерства культуры Ставропольского края. Ознакомление жителей районного центра с новой символикой состоялось в октябре 2009 года в рамках празднования 85-летия образования Ипатовского района и 30-летия преобразования села Ипатово в город.